# Bóng ném tại Đại hội Thể thao châu Á 2022 – Nam
Môn bóng ném nam tại Đại hội Thể thao châu Á 2022 được tổ chức tại Hàng Châu, Trung Quốc từ ngày 24 tháng 9 đến ngày 5 tháng 10 năm 2023.

## Đội hình thi đấu
| Bahrain    | Trung Quốc  | Hồng Kông | Iran     |
| ---------- | ----------- | --------- | -------- |
|            |             |           |          |
| Nhật Bản   | Kazakhstan  | Kuwait    | Mông Cổ  |
|            |             |           |          |
| Qatar      | Ả Rập Xê Út | Hàn Quốc  | Thái Lan |
|            |             |           |          |
| Uzbekistan |             |           |          |
|            |             |           |          |

## Giai đoạn vòng bảng
Tất cả các trận đấu đều thi đấu theo giờ chuẩn Trung Hoa (UTC+08:00).

### Bảng A
| VT | Đội            | ST | T | H | B | BT | BB | HS  | Đ | Giành quyền tham dự |
| -- | -------------- | -- | - | - | - | -- | -- | --- | - | ------------------- |
| 1  | Kuwait         | 2  | 2 | 0 | 0 | 76 | 43 | +33 | 4 | Vòng chính          |
| 2  | Trung Quốc (H) | 2  | 1 | 0 | 1 | 64 | 44 | +20 | 2 | Vòng chính          |
| 3  | Thái Lan       | 2  | 0 | 0 | 2 | 36 | 89 | −53 | 0 |                     |

| 24 tháng 9 18:00 | Thái Lan   | 17–40    | Trung Quốc | Nhà thi đấu Đại học Thương mại và Công nghiệp Chiết Giang, Hàng Châu Trọng tài: Al-Wahibi, Al-Shahi (OMA) |
| 24 tháng 9 18:00 | Saengsan 8 | (11–20)  | Zhang J. 8 | Nhà thi đấu Đại học Thương mại và Công nghiệp Chiết Giang, Hàng Châu Trọng tài: Al-Wahibi, Al-Shahi (OMA) |
| 24 tháng 9 18:00 | 2× 1×      | Chi tiết | 4×         | Nhà thi đấu Đại học Thương mại và Công nghiệp Chiết Giang, Hàng Châu Trọng tài: Al-Wahibi, Al-Shahi (OMA) |

| 25 tháng 9 12:00 | Kuwait      | 49–19    | Thái Lan   | Nhà thi đấu Đại học Thương mại và Công nghiệp Chiết Giang, Hàng Châu Trọng tài: Marhoon, Al-Mawt (BHR) |
| 25 tháng 9 12:00 | Al-Hendal 8 | (24–8)   | Saengsan 6 | Nhà thi đấu Đại học Thương mại và Công nghiệp Chiết Giang, Hàng Châu Trọng tài: Marhoon, Al-Mawt (BHR) |
| 25 tháng 9 12:00 | 6× 1×       | Chi tiết | 4×         | Nhà thi đấu Đại học Thương mại và Công nghiệp Chiết Giang, Hàng Châu Trọng tài: Marhoon, Al-Mawt (BHR) |

| 27 tháng 9 18:00 | Trung Quốc    | 24–27    | Kuwait     | Nhà thi đấu Đại học Thương mại và Công nghiệp Chiết Giang, Hàng Châu Trọng tài: Furukawa, Murata (JPN) |
| 27 tháng 9 18:00 | Rao, Zhang J. | (13–14)  | Al-Khamees | Nhà thi đấu Đại học Thương mại và Công nghiệp Chiết Giang, Hàng Châu Trọng tài: Furukawa, Murata (JPN) |
| 27 tháng 9 18:00 | 3× 1×         | Chi tiết | 5× 1×      | Nhà thi đấu Đại học Thương mại và Công nghiệp Chiết Giang, Hàng Châu Trọng tài: Furukawa, Murata (JPN) |

### Bảng B
| VT | Đội       | ST | T | H | B | BT | BB | HS  | Đ | Giành quyền tham dự |
| -- | --------- | -- | - | - | - | -- | -- | --- | - | ------------------- |
| 1  | Qatar     | 2  | 2 | 0 | 0 | 67 | 45 | +22 | 4 | Vòng chính          |
| 2  | Hàn Quốc  | 2  | 1 | 0 | 1 | 59 | 45 | +14 | 2 | Vòng chính          |
| 3  | Hồng Kông | 2  | 0 | 0 | 2 | 32 | 68 | −36 | 0 |                     |

| 24 tháng 9 14:00 | Hồng Kông   | 18–36    | Qatar    | Nhà thi đấu Đại học Thương mại và Công nghiệp Chiết Giang, Hàng Châu Trọng tài: Faraj, Taqi (KUW) |
| 24 tháng 9 14:00 | 3 cầu thủ 4 | (11–20)  | Madadi 8 | Nhà thi đấu Đại học Thương mại và Công nghiệp Chiết Giang, Hàng Châu Trọng tài: Faraj, Taqi (KUW) |
| 24 tháng 9 14:00 | 4×          | Chi tiết | 3×       | Nhà thi đấu Đại học Thương mại và Công nghiệp Chiết Giang, Hàng Châu Trọng tài: Faraj, Taqi (KUW) |

| 25 tháng 9 12:00 | Hàn Quốc    | 32–14    | Hồng Kông             | Nhà thi đấu Đại học Sư phạm Chiết Giang, Hàng Châu Trọng tài: Al-Naseem, Al-Enezi (KUW) |
| 25 tháng 9 12:00 | 3 cầu thủ 5 | (17–6)   | Kan Y.M., Wong C.H. 3 | Nhà thi đấu Đại học Sư phạm Chiết Giang, Hàng Châu Trọng tài: Al-Naseem, Al-Enezi (KUW) |
| 25 tháng 9 12:00 | 3×          | Chi tiết | 6× 1×                 | Nhà thi đấu Đại học Sư phạm Chiết Giang, Hàng Châu Trọng tài: Al-Naseem, Al-Enezi (KUW) |

| 27 tháng 9 16:00 | Qatar    | 31–27    | Hàn Quốc     | Nhà thi đấu Đại học Thương mại và Công nghiệp Chiết Giang, Hàng Châu Trọng tài: Tawakoli Ataabadi, Valadkhanian (IRI) |
| 27 tháng 9 16:00 | Capote 7 | (16–12)  | Shin, Song 4 | Nhà thi đấu Đại học Thương mại và Công nghiệp Chiết Giang, Hàng Châu Trọng tài: Tawakoli Ataabadi, Valadkhanian (IRI) |
| 27 tháng 9 16:00 | 4×       | Chi tiết | 4× 1×        | Nhà thi đấu Đại học Thương mại và Công nghiệp Chiết Giang, Hàng Châu Trọng tài: Tawakoli Ataabadi, Valadkhanian (IRI) |

### Bảng C
| VT | Đội        | ST | T | H | B | BT | BB | HS  | Đ | Giành quyền tham dự |
| -- | ---------- | -- | - | - | - | -- | -- | --- | - | ------------------- |
| 1  | Bahrain    | 2  | 2 | 0 | 0 | 92 | 47 | +45 | 4 | Vòng chính          |
| 2  | Kazakhstan | 2  | 1 | 0 | 1 | 53 | 72 | −19 | 2 | Vòng chính          |
| 3  | Uzbekistan | 2  | 0 | 0 | 2 | 52 | 78 | −26 | 0 |                     |

| 24 tháng 9 12:00 | Kazakhstan    | 22–45    | Bahrain  | Nhà thi đấu Đại học Sư phạm Chiết Giang, Hàng Châu Trọng tài: Al-Zayyat, Eial Awwad (JOR) |
| 24 tháng 9 12:00 | Melnichenko 7 | (11–22)  | Qambar 7 | Nhà thi đấu Đại học Sư phạm Chiết Giang, Hàng Châu Trọng tài: Al-Zayyat, Eial Awwad (JOR) |
| 24 tháng 9 12:00 | 2×            | Chi tiết | 5× 1×    | Nhà thi đấu Đại học Sư phạm Chiết Giang, Hàng Châu Trọng tài: Al-Zayyat, Eial Awwad (JOR) |

| 25 tháng 9 14:00 | Uzbekistan  | 27–31    | Kazakhstan  | Nhà thi đấu Đại học Thương mại và Công nghiệp Chiết Giang, Hàng Châu Trọng tài: Murata, Furukawa (JPN) |
| 25 tháng 9 14:00 | Yangiboev 7 | (11–15)  | Oxikbayev 8 | Nhà thi đấu Đại học Thương mại và Công nghiệp Chiết Giang, Hàng Châu Trọng tài: Murata, Furukawa (JPN) |
| 25 tháng 9 14:00 | 4×          | Chi tiết | 5× 1×       | Nhà thi đấu Đại học Thương mại và Công nghiệp Chiết Giang, Hàng Châu Trọng tài: Murata, Furukawa (JPN) |

| 27 tháng 9 12:00 | Bahrain           | 47–25    | Uzbekistan | Nhà thi đấu Đại học Thương mại và Công nghiệp Chiết Giang, Hàng Châu Trọng tài: Lee, Lee (KOR) |
| 27 tháng 9 12:00 | Al-Sayyad, Saad 7 | (25–8)   | Zaripov 7  | Nhà thi đấu Đại học Thương mại và Công nghiệp Chiết Giang, Hàng Châu Trọng tài: Lee, Lee (KOR) |
| 27 tháng 9 12:00 | 4×                | Chi tiết | 1×         | Nhà thi đấu Đại học Thương mại và Công nghiệp Chiết Giang, Hàng Châu Trọng tài: Lee, Lee (KOR) |

### Bảng D
| VT | Đội         | ST | T | H | B | BT  | BB  | HS   | Đ | Giành quyền tham dự |
| -- | ----------- | -- | - | - | - | --- | --- | ---- | - | ------------------- |
| 1  | Nhật Bản    | 3  | 3 | 0 | 0 | 124 | 66  | +58  | 6 | Vòng chính          |
| 2  | Iran        | 3  | 1 | 1 | 1 | 94  | 72  | +22  | 3 | Vòng chính          |
| 3  | Ả Rập Xê Út | 3  | 1 | 1 | 1 | 97  | 76  | +21  | 3 |                     |
| 4  | Mông Cổ     | 3  | 0 | 0 | 3 | 47  | 148 | −101 | 0 |                     |

| 24 tháng 9 12:00 | Mông Cổ     | 16–50    | Iran         | Nhà thi đấu Đại học Thương mại và Công nghiệp Chiết Giang, Hàng Châu Trọng tài: Cheng, Zhou (CHN) |
| 24 tháng 9 12:00 | Batkhuyag 5 | (7–30)   | Heidarpour 7 | Nhà thi đấu Đại học Thương mại và Công nghiệp Chiết Giang, Hàng Châu Trọng tài: Cheng, Zhou (CHN) |
| 24 tháng 9 12:00 | 6×          | Chi tiết | 2×           | Nhà thi đấu Đại học Thương mại và Công nghiệp Chiết Giang, Hàng Châu Trọng tài: Cheng, Zhou (CHN) |

| 24 tháng 9 16:00 | Nhật Bản  | 38–29    | Ả Rập Xê Út | Nhà thi đấu Đại học Thương mại và Công nghiệp Chiết Giang, Hàng Châu Trọng tài: Lee, Koo (KOR) |
| 24 tháng 9 16:00 | Sugioka 7 | (20–14)  | Al-Abas 5   | Nhà thi đấu Đại học Thương mại và Công nghiệp Chiết Giang, Hàng Châu Trọng tài: Lee, Koo (KOR) |
| 24 tháng 9 16:00 | 4×        | Chi tiết | 3× 1×       | Nhà thi đấu Đại học Thương mại và Công nghiệp Chiết Giang, Hàng Châu Trọng tài: Lee, Koo (KOR) |

| 25 tháng 9 16:00 | Mông Cổ      | 15–45    | Ả Rập Xê Út | Nhà thi đấu Đại học Thương mại và Công nghiệp Chiết Giang, Hàng Châu Trọng tài: Lee, Lee (KOR) |
| 25 tháng 9 16:00 | Baljinnyam 6 | (9–19)   | Furaij 8    | Nhà thi đấu Đại học Thương mại và Công nghiệp Chiết Giang, Hàng Châu Trọng tài: Lee, Lee (KOR) |
| 25 tháng 9 16:00 | 5×           | Chi tiết |             | Nhà thi đấu Đại học Thương mại và Công nghiệp Chiết Giang, Hàng Châu Trọng tài: Lee, Lee (KOR) |

| 25 tháng 9 18:00 | Nhật Bản  | 33–21    | Iran         | Nhà thi đấu Đại học Thương mại và Công nghiệp Chiết Giang, Hàng Châu Trọng tài: Hussein, Imran (IRQ) |
| 25 tháng 9 18:00 | Sugioka 8 | (13–8)   | Heidarpour 5 | Nhà thi đấu Đại học Thương mại và Công nghiệp Chiết Giang, Hàng Châu Trọng tài: Hussein, Imran (IRQ) |
| 25 tháng 9 18:00 | 4× 1×     | Chi tiết | 3× 1×        | Nhà thi đấu Đại học Thương mại và Công nghiệp Chiết Giang, Hàng Châu Trọng tài: Hussein, Imran (IRQ) |

| 27 tháng 9 11:00 | Mông Cổ        | 16–53    | Nhật Bản           | Nhà thi đấu Đại học Sư phạm Chiết Giang, Hàng Châu Trọng tài: Ghofli, Hassanzadeh (IRI) |
| 27 tháng 9 11:00 | Lkhagvatsend 9 | (11–28)  | Agarie, Izumoto 11 | Nhà thi đấu Đại học Sư phạm Chiết Giang, Hàng Châu Trọng tài: Ghofli, Hassanzadeh (IRI) |
| 27 tháng 9 11:00 | 6×             | Chi tiết | 1×                 | Nhà thi đấu Đại học Sư phạm Chiết Giang, Hàng Châu Trọng tài: Ghofli, Hassanzadeh (IRI) |

| 27 tháng 9 14:00 | Ả Rập Xê Út              | 23–23    | Iran         | Nhà thi đấu Đại học Thương mại và Công nghiệp Chiết Giang, Hàng Châu Trọng tài: Cheng, Zhou (CHN) |
| 27 tháng 9 14:00 | Al-Abdulali, Al-Hassan 4 | (14–15)  | Heidarpour 5 | Nhà thi đấu Đại học Thương mại và Công nghiệp Chiết Giang, Hàng Châu Trọng tài: Cheng, Zhou (CHN) |
| 27 tháng 9 14:00 | 3× 1×                    | Chi tiết | 7× 1×        | Nhà thi đấu Đại học Thương mại và Công nghiệp Chiết Giang, Hàng Châu Trọng tài: Cheng, Zhou (CHN) |

## Vòng chính

### Bảng I
| VT | Đội      | ST | T | H | B | BT | BB | HS  | Đ | Giành quyền tham dự |
| -- | -------- | -- | - | - | - | -- | -- | --- | - | ------------------- |
| 1  | Bahrain  | 3  | 3 | 0 | 0 | 92 | 71 | +21 | 6 | Bán kết             |
| 2  | Kuwait   | 3  | 2 | 0 | 1 | 74 | 80 | −6  | 4 | Bán kết             |
| 3  | Hàn Quốc | 3  | 1 | 0 | 2 | 75 | 78 | −3  | 2 |                     |
| 4  | Iran     | 3  | 0 | 0 | 3 | 66 | 78 | −12 | 0 |                     |

| 29 tháng 9 12:00 | Iran                | 22–24    | Kuwait | Nhà thi đấu Đại học Thương mại và Công nghiệp Chiết Giang, Hàng Châu Trọng tài: Ismoilov, Ismoilov (UZB) |
| 29 tháng 9 12:00 | Behnamnia, Taheri 5 | (10–10)  | Ali 5  | Nhà thi đấu Đại học Thương mại và Công nghiệp Chiết Giang, Hàng Châu Trọng tài: Ismoilov, Ismoilov (UZB) |
| 29 tháng 9 12:00 | 2×                  | Chi tiết | 3×     | Nhà thi đấu Đại học Thương mại và Công nghiệp Chiết Giang, Hàng Châu Trọng tài: Ismoilov, Ismoilov (UZB) |

| 29 tháng 9 18:00 | Bahrain      | 29–26    | Hàn Quốc       | Nhà thi đấu Đại học Thương mại và Công nghiệp Chiết Giang, Hàng Châu Trọng tài: Khalid Shakir, Imran (IRQ) |
| 29 tháng 9 18:00 | Al-Sayyad 11 | (13–10)  | Jang, Lee H. 6 | Nhà thi đấu Đại học Thương mại và Công nghiệp Chiết Giang, Hàng Châu Trọng tài: Khalid Shakir, Imran (IRQ) |
| 29 tháng 9 18:00 | 6× 2×        | Chi tiết | 3× 1×          | Nhà thi đấu Đại học Thương mại và Công nghiệp Chiết Giang, Hàng Châu Trọng tài: Khalid Shakir, Imran (IRQ) |

| 30 tháng 9 14:00 | Iran      | 20–29    | Bahrain | Nhà thi đấu Đại học Thương mại và Công nghiệp Chiết Giang, Hàng Châu Trọng tài: Furukawa, Murata (JPN) |
| 30 tháng 9 14:00 | Sadeghi 5 | (7–12)   | Habib 7 | Nhà thi đấu Đại học Thương mại và Công nghiệp Chiết Giang, Hàng Châu Trọng tài: Furukawa, Murata (JPN) |
| 30 tháng 9 14:00 | 5× 1×     | Chi tiết | 2×      | Nhà thi đấu Đại học Thương mại và Công nghiệp Chiết Giang, Hàng Châu Trọng tài: Furukawa, Murata (JPN) |

| 30 tháng 9 18:00 | Kuwait      | 25–24    | Hàn Quốc | Nhà thi đấu Đại học Thương mại và Công nghiệp Chiết Giang, Hàng Châu Trọng tài: Cheng, Zhou (CHN) |
| 30 tháng 9 18:00 | Al-Hendal 7 | (9–13)   | Jang 6   | Nhà thi đấu Đại học Thương mại và Công nghiệp Chiết Giang, Hàng Châu Trọng tài: Cheng, Zhou (CHN) |
| 30 tháng 9 18:00 | 4× 1×       | Chi tiết | 5× 1×    | Nhà thi đấu Đại học Thương mại và Công nghiệp Chiết Giang, Hàng Châu Trọng tài: Cheng, Zhou (CHN) |

| 1 tháng 10 14:00 | Hàn Quốc | 25–24    | Iran                 | Nhà thi đấu Đại học Thương mại và Công nghiệp Chiết Giang, Hàng Châu Trọng tài: Al-Wahibi, Al-Shahi (OMA) |
| 1 tháng 10 14:00 | Lee H. 5 | (11–12)  | Asari, Kabirianjoo 5 | Nhà thi đấu Đại học Thương mại và Công nghiệp Chiết Giang, Hàng Châu Trọng tài: Al-Wahibi, Al-Shahi (OMA) |
| 1 tháng 10 14:00 | 6×       | Chi tiết | 10× 1×               | Nhà thi đấu Đại học Thương mại và Công nghiệp Chiết Giang, Hàng Châu Trọng tài: Al-Wahibi, Al-Shahi (OMA) |

| 1 tháng 10 18:00 | Kuwait                  | 25–34    | Bahrain   | Nhà thi đấu Đại học Thương mại và Công nghiệp Chiết Giang, Hàng Châu Trọng tài: Ismoilov, Ismoilov (UZB) |
| 1 tháng 10 18:00 | Al-Harbi, Al-Shammari 7 | (11–21)  | Mohamed 8 | Nhà thi đấu Đại học Thương mại và Công nghiệp Chiết Giang, Hàng Châu Trọng tài: Ismoilov, Ismoilov (UZB) |
| 1 tháng 10 18:00 | 2×                      | Chi tiết | 5× 1×     | Nhà thi đấu Đại học Thương mại và Công nghiệp Chiết Giang, Hàng Châu Trọng tài: Ismoilov, Ismoilov (UZB) |

### Bảng II
| VT | Đội            | ST | T | H | B | BT  | BB  | HS  | Đ | Giành quyền tham dự |
| -- | -------------- | -- | - | - | - | --- | --- | --- | - | ------------------- |
| 1  | Qatar          | 3  | 3 | 0 | 0 | 115 | 62  | +53 | 6 | Bán kết             |
| 2  | Nhật Bản       | 3  | 2 | 0 | 1 | 105 | 75  | +30 | 4 | Bán kết             |
| 3  | Trung Quốc (H) | 3  | 1 | 0 | 2 | 83  | 82  | +1  | 2 |                     |
| 4  | Kazakhstan     | 3  | 0 | 0 | 3 | 50  | 134 | −84 | 0 |                     |

| 29 tháng 9 14:00 | Nhật Bản | 28–23    | Trung Quốc | Nhà thi đấu Đại học Thương mại và Công nghiệp Chiết Giang, Hàng Châu Trọng tài: Al-Mawt, Marhoon (BHR) |
| 29 tháng 9 14:00 | Motoki 8 | (12–12)  | Zhu 8      | Nhà thi đấu Đại học Thương mại và Công nghiệp Chiết Giang, Hàng Châu Trọng tài: Al-Mawt, Marhoon (BHR) |
| 29 tháng 9 14:00 | 4× 1×    | Chi tiết | 2× 3× 1×   | Nhà thi đấu Đại học Thương mại và Công nghiệp Chiết Giang, Hàng Châu Trọng tài: Al-Mawt, Marhoon (BHR) |

| 29 tháng 9 16:00 | Kazakhstan | 13–46    | Qatar     | Nhà thi đấu Đại học Thương mại và Công nghiệp Chiết Giang, Hàng Châu Trọng tài: Al-Zayyat, Eial Awwad (JOR) |
| 29 tháng 9 16:00 | Milyayev 4 | (6–23)   | Denguir 8 | Nhà thi đấu Đại học Thương mại và Công nghiệp Chiết Giang, Hàng Châu Trọng tài: Al-Zayyat, Eial Awwad (JOR) |
| 29 tháng 9 16:00 | 1×         | Chi tiết | 2× 1×     | Nhà thi đấu Đại học Thương mại và Công nghiệp Chiết Giang, Hàng Châu Trọng tài: Al-Zayyat, Eial Awwad (JOR) |

| 30 tháng 9 12:00 | Nhật Bản   | 48–20    | Kazakhstan       | Nhà thi đấu Đại học Thương mại và Công nghiệp Chiết Giang, Hàng Châu Trọng tài: Al-Enezi, Al-Naseem (KUW) |
| 30 tháng 9 12:00 | Tsutaya 12 | (26–12)  | Kali, Milyayev 4 | Nhà thi đấu Đại học Thương mại và Công nghiệp Chiết Giang, Hàng Châu Trọng tài: Al-Enezi, Al-Naseem (KUW) |
| 30 tháng 9 12:00 | 1×         | Chi tiết | 3×               | Nhà thi đấu Đại học Thương mại và Công nghiệp Chiết Giang, Hàng Châu Trọng tài: Al-Enezi, Al-Naseem (KUW) |

| 30 tháng 9 16:00 | Trung Quốc | 20–37    | Qatar   | Nhà thi đấu Đại học Thương mại và Công nghiệp Chiết Giang, Hàng Châu Trọng tài: Lee, Koo (KOR) |
| 30 tháng 9 16:00 | Sun, Xie 4 | (6–17)   | Carol 9 | Nhà thi đấu Đại học Thương mại và Công nghiệp Chiết Giang, Hàng Châu Trọng tài: Lee, Koo (KOR) |
| 30 tháng 9 16:00 | 4×         | Chi tiết | 2× 1×   | Nhà thi đấu Đại học Thương mại và Công nghiệp Chiết Giang, Hàng Châu Trọng tài: Lee, Koo (KOR) |

| 1 tháng 10 12:00 | Trung Quốc   | 40–17    | Kazakhstan | Nhà thi đấu Đại học Thương mại và Công nghiệp Chiết Giang, Hàng Châu Trọng tài: Lee, Lee (KOR) |
| 1 tháng 10 12:00 | Liu, Zhang 6 | (16–7)   | Gaziyev 6  | Nhà thi đấu Đại học Thương mại và Công nghiệp Chiết Giang, Hàng Châu Trọng tài: Lee, Lee (KOR) |
| 1 tháng 10 12:00 | 3×           | Chi tiết | 4×         | Nhà thi đấu Đại học Thương mại và Công nghiệp Chiết Giang, Hàng Châu Trọng tài: Lee, Lee (KOR) |

| 1 tháng 10 16:00 | Qatar    | 32–29    | Nhật Bản | Nhà thi đấu Đại học Thương mại và Công nghiệp Chiết Giang, Hàng Châu Trọng tài: Cheng, Zhou (CHN) |
| 1 tháng 10 16:00 | Carol 11 | (16–15)  | Motoki 6 | Nhà thi đấu Đại học Thương mại và Công nghiệp Chiết Giang, Hàng Châu Trọng tài: Cheng, Zhou (CHN) |
| 1 tháng 10 16:00 | 3× 1×    | Chi tiết |          | Nhà thi đấu Đại học Thương mại và Công nghiệp Chiết Giang, Hàng Châu Trọng tài: Cheng, Zhou (CHN) |

## Vòng cuối cùng

### Sơ đồ thi đấu
|  | Bán kết   | Bán kết |                            |    | Trận tranh huy chương vàng | Trận tranh huy chương vàng |
|  |           |         |                            |    |                            |                            |
|  | 3 October |         |                            |    |                            |                            |
|  |           |         |                            |    |                            |                            |
|  | Bahrain   | 30      |                            |    |                            |                            |
|  | Bahrain   | 30      | 5 October                  |    |                            |                            |
|  | Nhật Bản  | 28      |                            |    |                            |                            |
|  | Nhật Bản  | 28      | Bahrain                    | 25 |                            |                            |
|  | 3 October |         | Bahrain                    | 25 |                            |                            |
|  |           | Qatar   | 32                         |    |                            |                            |
|  | Qatar     | Qatar   | 32                         | 29 |                            |                            |
|  | Qatar     |         |                            | 29 |                            |                            |
|  | Kuwait    | 24      |                            |    |                            |                            |
|  | Kuwait    | 24      | Trận tranh huy chương đồng |    |                            |                            |
|  |           |         |                            |    |                            |                            |
|  | 5 October |         |                            |    |                            |                            |
|  |           |         |                            |    |                            |                            |
|  | Nhật Bản  | 30      |                            |    |                            |                            |
|  | Nhật Bản  | 30      |                            |    |                            |                            |
|  | Kuwait    | 31      |                            |    |                            |                            |

#### Bán kết
| 3 tháng 10 16:00 | Bahrain     | 30–28    | Nhật Bản  | Nhà thi đấu Đại học Thương mại và Công nghiệp Chiết Giang, Hàng Châu Trọng tài: Ismoilov, Ismoilov (UZB) |
| 3 tháng 10 16:00 | Al-Sayyad 9 | (17–13)  | Izumoto 6 | Nhà thi đấu Đại học Thương mại và Công nghiệp Chiết Giang, Hàng Châu Trọng tài: Ismoilov, Ismoilov (UZB) |
| 3 tháng 10 16:00 | 5×          | Chi tiết | 3×        | Nhà thi đấu Đại học Thương mại và Công nghiệp Chiết Giang, Hàng Châu Trọng tài: Ismoilov, Ismoilov (UZB) |

| 3 tháng 10 18:00 | Qatar   | 29–24    | Kuwait         | Nhà thi đấu Đại học Thương mại và Công nghiệp Chiết Giang, Hàng Châu Trọng tài: Murata, Furukawa (JPN) |
| 3 tháng 10 18:00 | Carol 7 | (12–12)  | Ali, Salmeen 4 | Nhà thi đấu Đại học Thương mại và Công nghiệp Chiết Giang, Hàng Châu Trọng tài: Murata, Furukawa (JPN) |
| 3 tháng 10 18:00 | 3× 1×   | Chi tiết | 7× 1× 2×       | Nhà thi đấu Đại học Thương mại và Công nghiệp Chiết Giang, Hàng Châu Trọng tài: Murata, Furukawa (JPN) |

#### Trận tranh huy chương đồng
| 5 tháng 10 15:00 | Nhật Bản  | 30–31    | Kuwait        | Nhà thi đấu Đại học Thương mại và Công nghiệp Chiết Giang, Hàng Châu Trọng tài: Cheng, Zhou (CHN) |
| 5 tháng 10 15:00 | Yoshino 9 | (14–14)  | Al-Shammari 7 | Nhà thi đấu Đại học Thương mại và Công nghiệp Chiết Giang, Hàng Châu Trọng tài: Cheng, Zhou (CHN) |
| 5 tháng 10 15:00 | 3× 1×     | Chi tiết | 4× 1×         | Nhà thi đấu Đại học Thương mại và Công nghiệp Chiết Giang, Hàng Châu Trọng tài: Cheng, Zhou (CHN) |

#### Trận tranh huy chương vàng
| 5 tháng 10 19:00 | Bahrain  | 25–32    | Qatar    | Nhà thi đấu Đại học Thương mại và Công nghiệp Chiết Giang, Hàng Châu Trọng tài: Lee, Koo (KOR) |
| 5 tháng 10 19:00 | Qambar 5 | (14–12)  | Capote 8 | Nhà thi đấu Đại học Thương mại và Công nghiệp Chiết Giang, Hàng Châu Trọng tài: Lee, Koo (KOR) |
| 5 tháng 10 19:00 | 7× 1×    | Chi tiết | 4× 2×    | Nhà thi đấu Đại học Thương mại và Công nghiệp Chiết Giang, Hàng Châu Trọng tài: Lee, Koo (KOR) |